# Destiny (album Van Boda)

Destiny je aranžirani album u digitalnoj distribuciji hrvatskog skladatelja, pijanista i pop pjevača Van Boda, izdan 2011. godine.

## Popis pjesama
1. Confession
2. Touch Code
3. High Flying Bird
4. Nubian Dancer
5. Take Me
6. Vortex
7. Woman In Bed
8. Life On My Side
9. Valley Of Sadness
10. Don't Lose Yourself
11. Melody

## Impresum
- Glazba / Stihovi / Vokali / Klavir: Van Bod
- Glazbeni producent / Aranžman: Srđan Sekulović - Skansi
- Snimljeno i miksano: NLO studio, 2011.
- Fotografija: Mario Romulić
- Dizajn: Josi4Josipa Design

## Vanjske poveznice
- NLO Studio  Arhivirana inačica izvorne stranice od 27. svibnja 2011. (Wayback Machine)